# آنجليه
 آنجليه ، (بالإنجليزية: Anglet)‏، (الفرنسية:let)، هي بلدية فرنسية تقع في منطقة البرانيس الأطلسية في إقليم آكيتين الجديدة، في جنوب غرب فرنسا.

## معرض صور

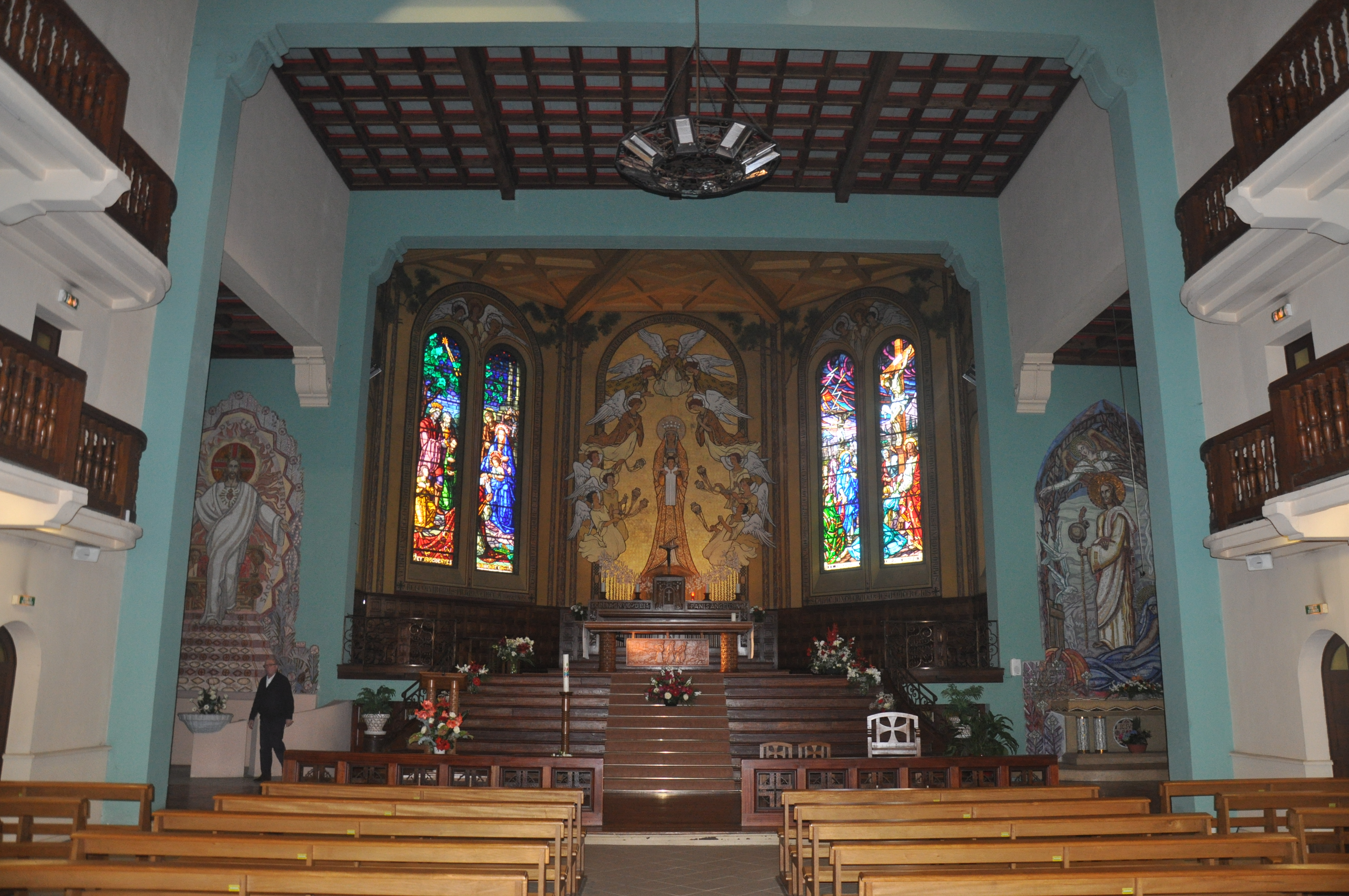
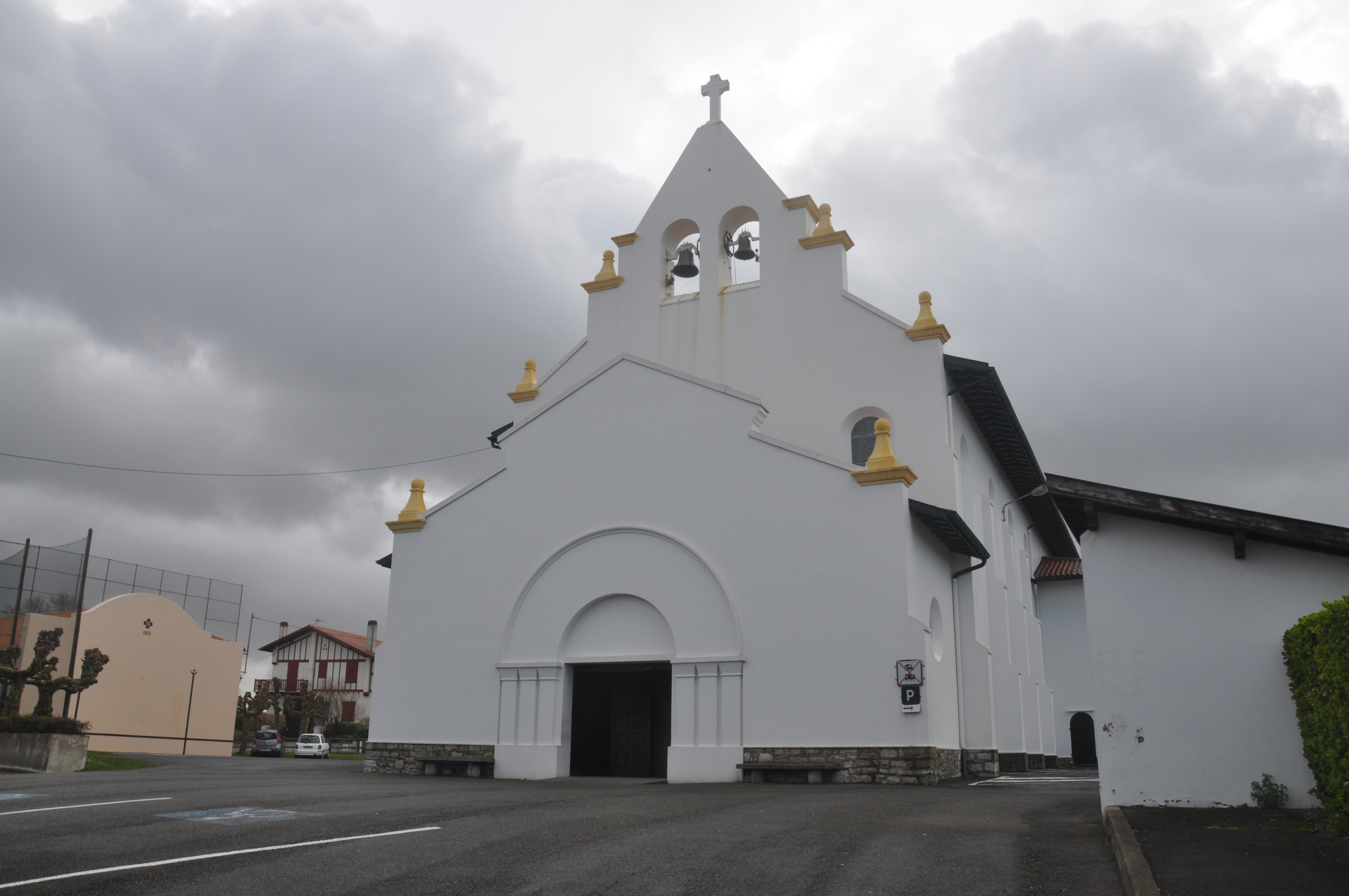
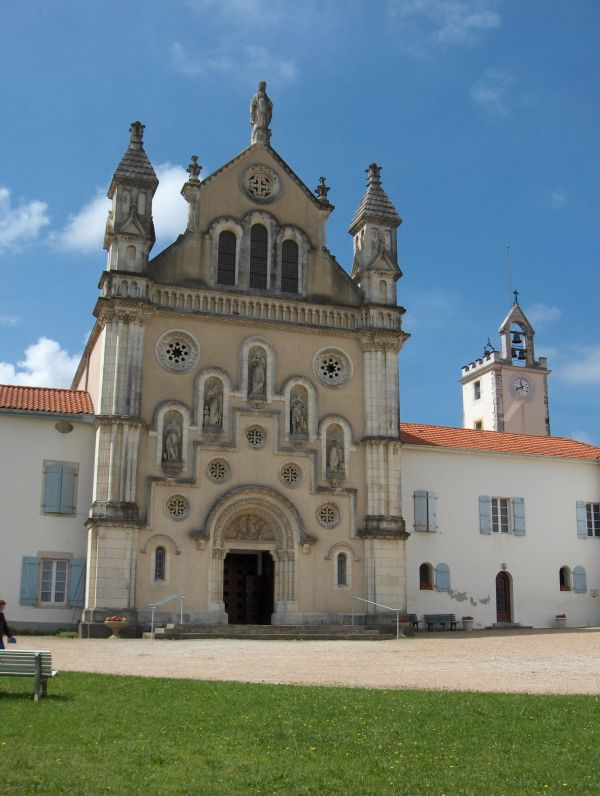
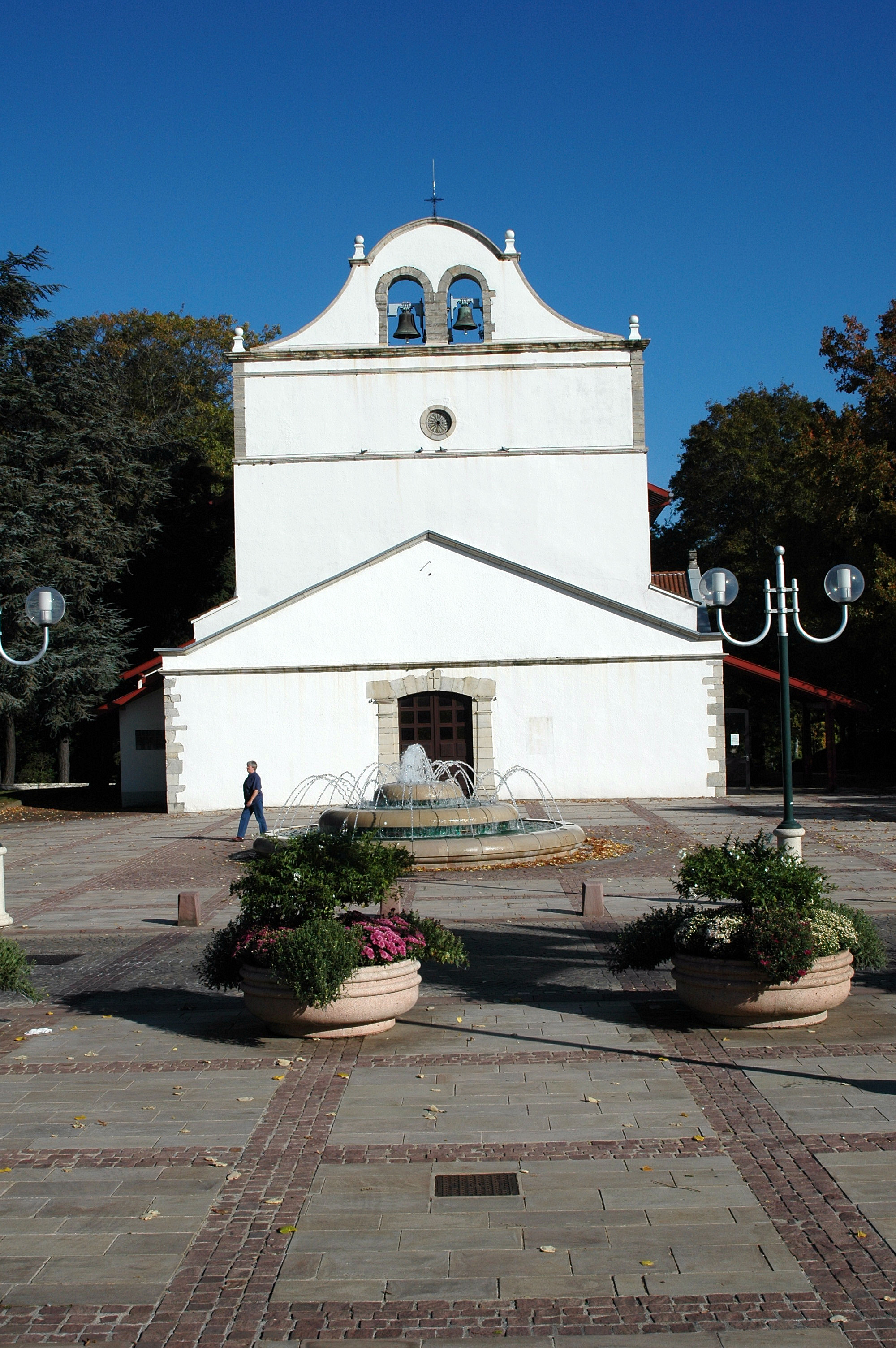

## توأمة
لآنجليه اتفاقيات توأمة مع:
- آنسباخ (17 يوليو 1968 -)